# Кониц
Кониц (на босненски: Konjic) е град в централната част на Босна и Херцеговина, в състава на Херцеговско-Неретвански кантон от Федерация Босна и Херцеговина.
Разположен е на река Неретва, на 35 km северно от Мостар и на 60 km югозападно от Сараево. Преди Босненската война е имал около 15 000 жители (1991), 49% от които бошняци. Днес почти цялото население на града е бошняшко. Към 2013 г. градът има 25 148 жители.
В Кониц е роден писателят и художник Зуко Джумхур (1921 – 1989).